# Salvatorkirche
La Salvatorkirche (église du Sauveur) est une église gothique de Munich, en Allemagne ; ancienne église au cimetière de la cathédrale de la Frauenkirche, elle est depuis  1829 l'église des chrétiens orthodoxes grecs et constitue le siège du métropolite allemand et de l'exarque d'Europe centrale. Elle est appelée "Transfiguration du Sauveur" par la communauté orthodoxe grecque.

## Description
Construite en style gothique tardif de briques en 1493, elle servit plus tard de lieu de stockage. Leo von Klenze a rénové l'église pour l'usage de la communauté grecque de Munich et a également conçu l'Ikonostasis. L'extérieur a été reconstruit dans un style gothique, les parties baroques ont été enlevées. Pendant la période nazie en Allemagne, le célèbre mathématicien Constantin Carathéodory y a œuvré comme conseiller paroissial.

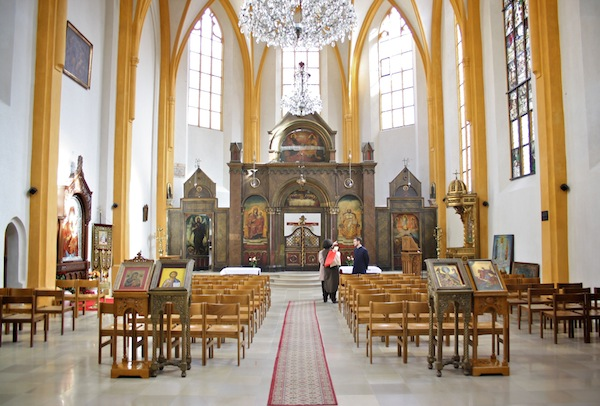
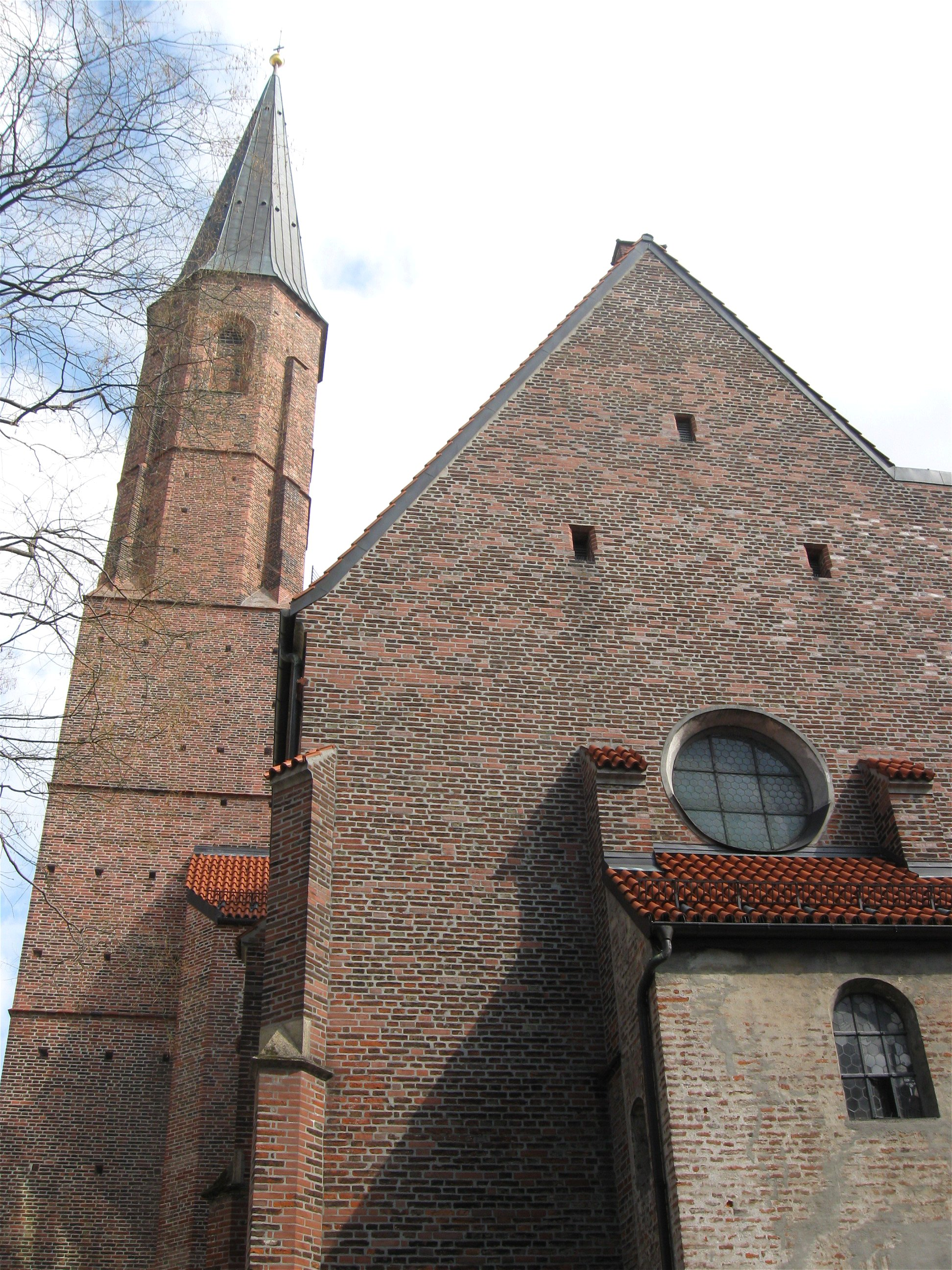
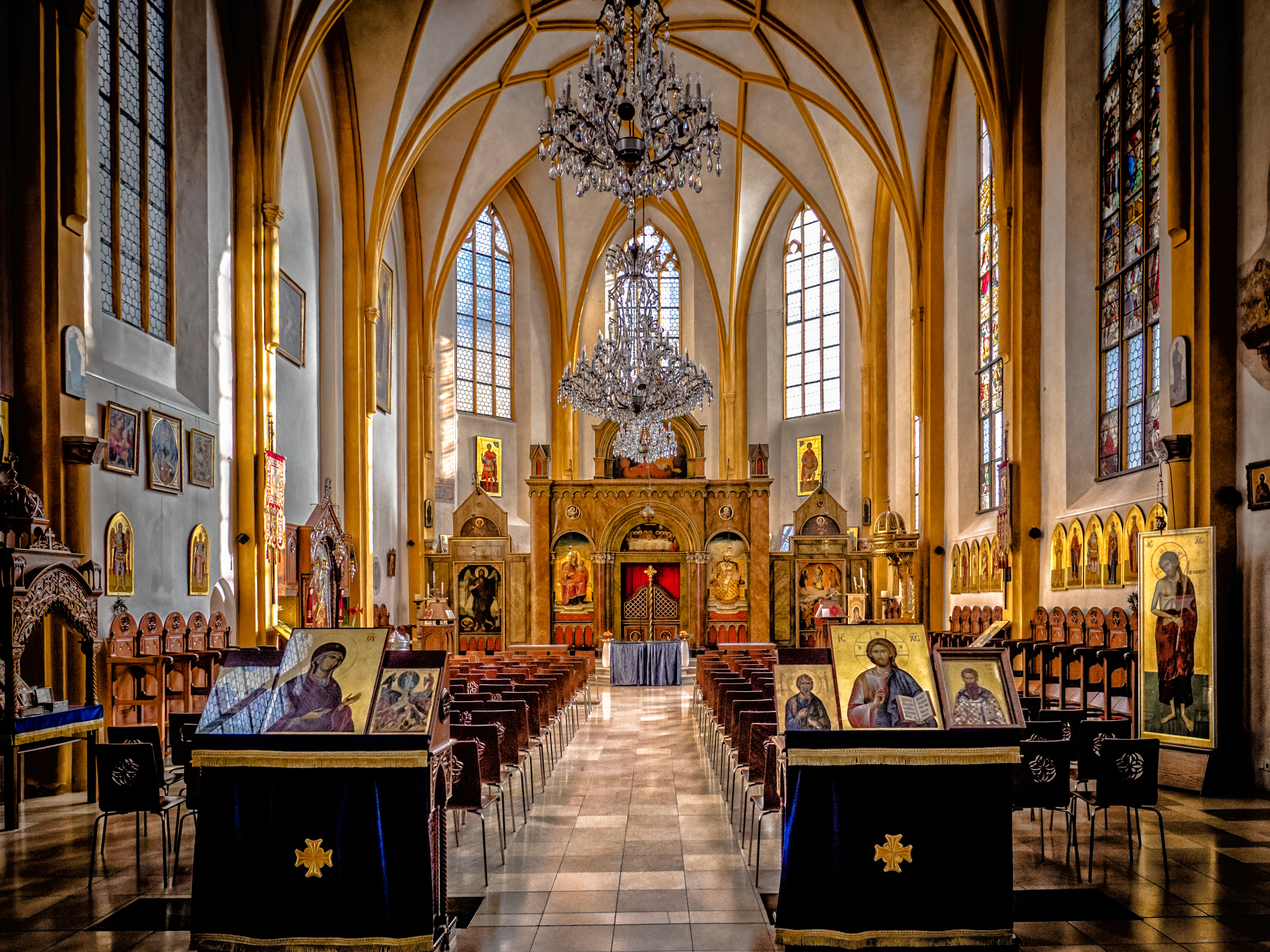
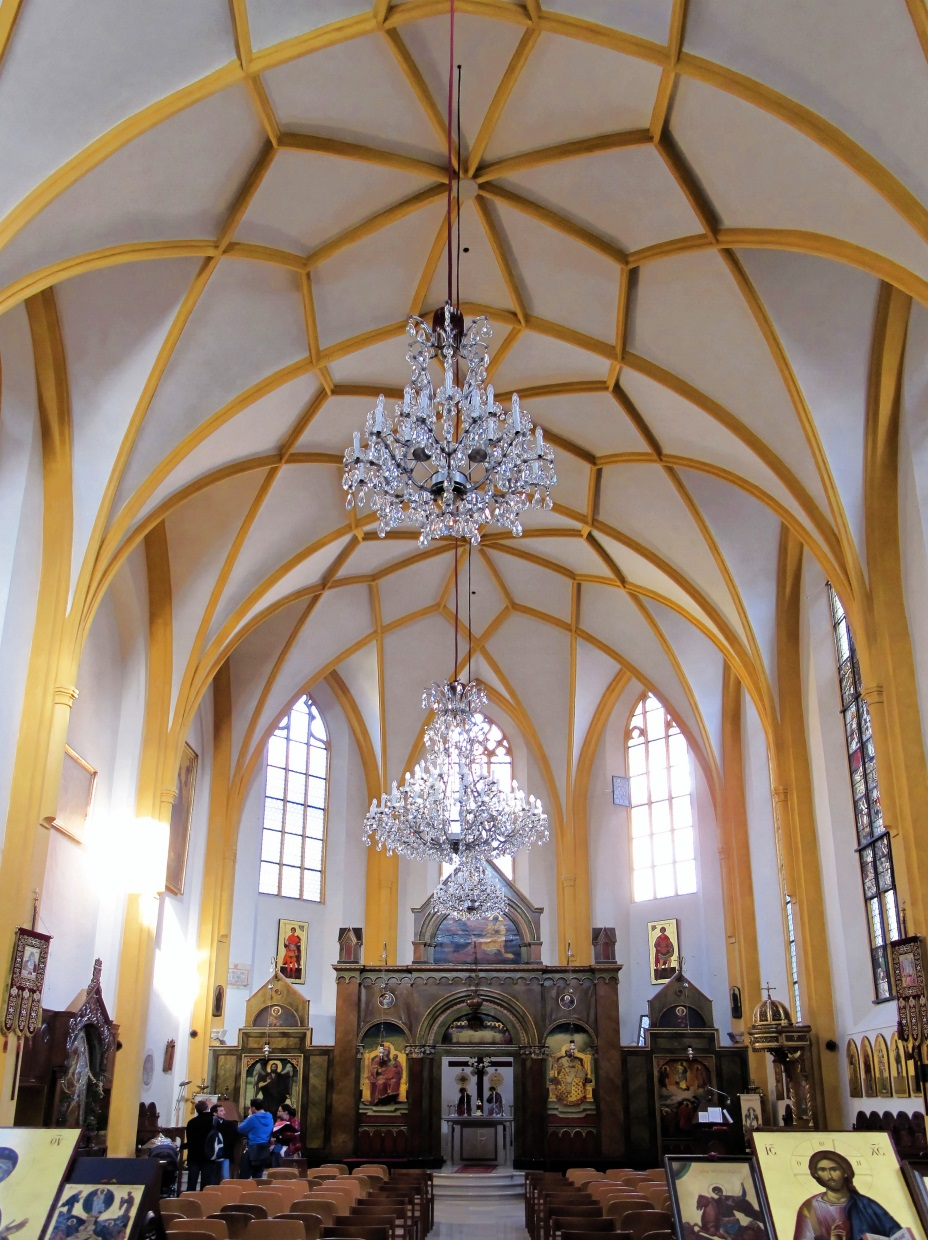